# Corallimorphidae
Corallimorphidae is een familie uit de orde van Corallimorpharia.

## Geslachten
- Corallimorphus Moseley, 1877
- Corynactis Allman, 1846